# Eois contractata
Eois contractata là một loài bướm đêm trong họ Geometridae.